# Duan Qirui
Duan Qirui (wym. [tu̯àn t͡ɕʰíɻu̯èi̯]; ur. 6 marca 1865, zm. 2 listopada 1936) – chiński wojskowy i polityk, czterokrotny premier i nominalna głowa państwa w latach 1924–1926.
Karierę wojskową rozpoczął w cesarskiej armii Beiyang. Jako podwładny Yuan Shikaia w okresie rewolucji Xinhai w 1911 roku opowiedział się po stronie monarchii i walczył z republikanami, aby na początku 1912 poprzeć zainspirowaną przez Yuana abdykację cesarza. W okresie od 1 maja do 31 lipca 1913 po raz pierwszy sprawował urząd premiera Republiki.
Przeciw Yuan Shikaiowi zwrócił się w 1915 roku, kiedy ten próbował przywrócić monarchię z sobą jako cesarzem. Próbujący uzyskać poparcie Duana Yuan mianował go 23 kwietnia 1916 roku premierem i ministrem wojny. Po śmierci Yuana 6 czerwca tegoż roku Duan przejął faktyczny ster rządów w państwie u boku nieudolnego prezydenta Li Yuanhonga. Duan wbrew prezydentowi i parlamentowi opowiadał się za przystąpieniem Chin do I wojny światowej, co zaowocowało ostatecznie zdymisjonowaniem go 23 maja 1917 roku.
Kilka dni po dymisji Duana doszło do przewrotu generała Zhang Xuna, który ogłosił restaurację monarchii Qing. Duan powrócił do łask i z polecenia nowego prezydenta, Feng Guozhanga, stanął na czele Armii Ocalenia Republiki, 12 lipca pacyfikując bunt w Pekinie. W zamian za udaną kampanię ponownie otrzymał fotel premiera. Ostatecznie 14 sierpnia 1917 roku Duan bez zgody parlamentu wypowiedział wojnę Niemcom. Jednocześnie rozpoczął walkę z rządem Sun Jat-sena w Kantonie i był jednym z czołowych działaczy projapońskiej kliki Anfu, co rychło doprowadziło go do konfliktu z prezydentem Feng Guozhangiem. 22 listopada 1917 prezydent zdymisjonował Duana.
Wkrótce kraj ogarnął chaos walk między północą i południem, zaś Duan w tym czasie, przy poparciu Japończyków, zebrał swoich zwolenników i 23 marca 1918 roku powrócił do Pekinu, wymuszając na prezydencie ponowną nominację na premiera. Zawarł wówczas, w zamian za wysoką pożyczkę pieniężną i dostawy sprzętu wojskowego na potrzeby wojny z południem, traktaty o współpracy wojskowej z Japonią. W maju i czerwcu przeprowadzono sfałszowane wybory, podczas których na listy wyborców wpisywano osoby zmarłe i nieletnie za które głosowali podstawieni zwolennicy Duana. W ten sposób wyłoniony został nowy parlament, w którym zwolennicy Duana i kliki Anfu zdobyli 342 na 470 miejsc. Po ustąpieniu prezydenta Feng Guozhanga, Duan doprowadził do wyboru związanego z kliką Anfu Xu Shichanga. Sam Duan ustąpił ze stanowiska 10 października 1918 roku pod presją protestów przeciwko projapońskiej polityce jego rządu. Pomimo to zachował faktyczny wpływ na rządy.
Wkrótce opór przeciwko rządom kliki Anfu i zawartemu w traktacie wersalskim zapisowi przyznającemu półwysep Szantung Japonii wzrósł na skalę masową na skutek działalności Ruchu 4 Maja. Ostatecznie generał Wu Peifu nawiązał porozumienie z rządzącym w Mandżurii Zhang Zuolinem i wspólnie wystąpili przeciwko rządowi pekińskiemu. W wyniku trwającej od 14 do 18 lipca 1920 wojny Anfu-Zhili armia rządu pekińskiego została rozbita. Duan Qirui zbiegł do koncesji japońskiej w Tianjinie, a prezydent Xu Shichang został zmuszony do rozwiązania kliki Anfu.
Niespodziewany powrót Duana do władzy nastąpił na skutek rozłamu między Wu Peifu i Zhang Zuolinem. Pod koniec października walczący wcześniej po stronie Wu Peifu Feng Yuxiang przeszedł na stronę Zhanga, rozbił oddziały swego dawnego sojusznika i zajął Pekin. 24 listopada 1924 roku Duan został sprowadzony przez Fenga z Tianjinu i osadzony na stanowisku głowy państwa. W celu uzyskania sojuszników w ostatecznej rozprawie z Wu Peifu, Duan podjął rozmowy z rządem kantońskim, które jednak przerwała śmierć Sun Jat-sena w 1925 roku.
Ostateczny kres politycznej karierze Duan Qiruia położył rozłam między Feng Yuxiangiem i Zhang Zuolinem. Feng nawiązał współpracę z rządzącym na południu Kuomintangiem, komunistami i ZSRR, co w obliczu planowanej ekspedycji północnej przeciwko rządzącym na północy militarystom napełniło Zhang Zuolina grozą. W kwietniu 1925 Zhang uderzył na Pekin i rozbił siły Feng Yuxianga. W procesie umacniania swojej władzy skłonił Duan Qiruia do rezygnacji ze stanowiska prezydenta 20 kwietnia 1926 roku. Pozbawiony wszelkich wpływów Duan ponownie zamieszkał na terenie japońskiej koncesji w Tianjinie, gdzie do końca życia spędzał dni na lekturze buddyjskich ksiąg i grze w mahjonga.